# Тиберий Юлий Котис I
Тиберий Юлий Котис I или Котис I Боспорски (на латински: Tiberius Julius Cotys I Philocaesar Philoromaios Eusebes; Kotys I; на старогръцки: Τιβέριος Ἰούλιος Κότυς Α' Φιλόκαισαρ Φιλορωμαῖος Eὐσεβής, Philocaesar Philoromaios Eusebes) от династията на Аспургидите, е принц и римски клиент-цар на Боспорското царство през 45 – 63 г.

## Произход и управление
Той е вторият син на Тиберий Юлий Аспург († 38 г.), римски клиент-цар на Боспорското царство, и на Гепепирис, дъщеря на тракийския цар Котис VIII и на съпругата му Антония Трифена. По майчина линия той е праправнук на римския триумвир Марк Антоний, а по бащина линия баба му Динамия е внучка на Митридат VI от Понт.
След смъртта на баща му Аспург през 38 г. по-големият му брат Тиберий Юлий Митридат управлява с майка си Гепепирис. През 44 г. Котис I с помощта на Гай Юлий Аквила, коменданта на Пантикапей, иска да вземе властта. Император Клавдий изпраща управителя на Мизия Авъл Дидий Гал, който сваля Митридат от трона и през 45 г. дава властта на Котис I и на съпругата му Евника. Митридат отива в изгнание.
През 63 г. по неизвестни причини римският император Нерон сваля Котис I от трона.

## Деца
Котис I и Евника имат един син:
- Тиберий Юлий Раскупорис I, управлява през 68 – 90 г.